# Cereulid
Cereulid ist ein hitzestabiles emetisches Toxin, das von virulenten Bacillus cereus gebildet wird. Es ist ein zyklisches Depsipeptid und ähnelt strukturell Valinomycin. Von den Bakterien werden allerdings bis zu 19 verschiedene Varianten des Moleküls hergestellt.

## Wirkung
Cereulid wirkt wie Valinomycin als Ionophor und stört durch den Transport von Kaliumionen das Membranpotential von Zellen. Das Toxin kann bereits innerhalb von 30 Minuten nach Verzehr Übelkeit und Erbrechen auslösen, weil es auch an den 5-HT-3-Rezeptor bindet. Die Beschwerden klingen in der Regel innerhalb weniger Tage von selbst wieder ab. Sehr selten kommt es zu schweren Krankheitsverläufen durch Leber- und Hirnschäden. Wegen der Thermostabilität kann das Toxin Erhitzungsvorgänge bei der Lebensmittelzubereitung überstehen und kann daher ein Problem für die Lebensmittelsicherheit insbesondere in prozessierten Lebensmitteln und Essensresten darstellen. Eine Vergiftung durch Cereulid wird häufig im Zusammenhang mit dem Verzehr von falsch gelagerten stärkehaltigen, gekochten Lebensmitteln wie Reis oder Nudeln beobachtet (Fried Rice Syndrome).

## Biosynthese
In der Bakterienzelle wird es über eine nichtribosomale Peptidsynthethase gebildet.

## Nachweis
Der Nachweis kann in einem Bioassay mit Eberspermatozoen erfolgen. Zudem existiert eine Methode mittels Flüssigchromatographie mit Massenspektrometrie-Kopplung nach DIN EN ISO 18465. Der Schnelltest auf Cereulid erhielt den Otto-von-Guericke-Preis für das Jahr 2016.